# Istituto tecnico nautico Sebastiano Venier
L'Istituto tecnico nautico Sebastiano Venier (littéralement en français Institut technique nautique Sebastiano-Venier) est une école navale située dans le sestiere du Castello à Venise.
Le bâtiment comprend, outre l'école, deux salles de sport et un auditorium sur 10 830 m2, répartis sur plusieurs étages et dispose d'un espace vert de 545 m2.

## Histoire
L'Institut (ou école) émane en 1920 du Istituto Tecnico Commerciale Paolo Sarpi (it) (Institut technique Paolo Sarpi). Le premier directeur est Giuseppe Pardo.
Le siège se trouve dans un ancien couvent des sœurs salésiennes, qui ont succédé aux Augustines, situé à S. Giuseppe (San Iseppo) di Castello. L'école est née en raison de la demande toujours croissante de professionnalisme de la part de la marine marchande.
Elle a formé d'innombrables personnes à la vie maritime au cours du XXe siècle telles Roberto Sarfatti (it), Umberto Maddalena, Edoardo Medaglia (it), Agostino Straulino (médaille d'or aux Jeux olympiques d'Helsinki), Alex Carozzo (it) ou Giovanni Anselmi (it).
Avec la réforme Gelmini (Riforma Gelmini (it)) des écoles secondaires en Italie, elle est devenue l'une des 11 adresses de l'institut technique. L'institut délivre les diplômes d'élève-officier de pont (Allievo ufficiale di coperta (it)) et d'élève-officier moteur (Allievo ufficiale di macchina (it)). De nos jours (2025), l'Institut Nautique Venier fait partie du Centre Technique Professionnel de Venise. L'offre de formation comprend également la possibilité de séjourner en internat.